# The Sudden Gentleman
Pour plus de détails, voir Fiche technique et Distribution.
The Sudden Gentleman est un film américain réalisé par Thomas N. Heffron, sorti en 1917.

## Synopsis
Un forgeron irlandais, Garry Garrity, apprend qu'il vient d'hériter des millions d'un oncle émigré en Amérique. À son arrivée à Chicago, ses manières rudes surprennent sa cousine, Louise Evans, mais elle finit par voir ses qualités et ils tombent amoureux l'un de l'autre. Ce qui dérange le Comte Caminetti, qui avait des vues sur Louise et surtout sur sa fortune. Le comte monte un stratagème avec Mme Hawtry qui, elle, voudrait bien devenir comtesse. Elle est chargée de mettre Garry dans une situation compromettante qui l'obligerait à l'épouser, puis elle divorcerait et demanderait une forte pension alimentaire. Lorsque Louise apprend les rumeurs lancées par le comte, elle insiste pour que Garry épouse Mme Hawtry, jusqu'à ce qu'un aubergiste avoue que tout cela n'était qu'un coup monté. Garry se rend chez le comte et ce dernier avoue juste au moment où Louise entre dans la pièce. Ayant tout entendu, elle demande pardon à Garry.

## Fiche technique
- Titre original : The Sudden Gentleman
- Réalisation : Thomas N. Heffron
- Scénario : Joseph Anthony Roach
- Photographie : R. E. Irish, Edward Gheller
- Société de production : Triangle Film Corporation
- Société de distribution : Triangle Distributing Corporation
- Pays d’origine :  États-Unis
- Langue originale : anglais
- Format : noir et blanc — 35 mm — 1,37:1 — Film muet
- Genre : Comédie dramatique
- Durée : 5 bobines -
- Dates de sortie :  États-Unis : 2 décembre 1917

## Distribution
- William Desmond : Garry Garrity
- Mary McIvor : Louise Evans
- Jack Richardson : Comte Caminetti
- Margaret Shillingford : Mme Hawtry
- Alfred Hollingsworth : George Douglas
- Don Fuller : Edward Douglas
- Alberta Lee : Mme Burns
- Walter Perry : Rafferty
- Percy Challenger : le vieux Miles